# Качинек
Качинек (пол. Kaczynek) — село в Польщі, у гміні Шумово Замбровського повіту Підляського воєводства.
Населення — 89 осіб (2011).
У 1975-1998 роках село належало до Ломжинського воєводства.

## Демографія
Демографічна структура станом на 31 березня 2011 року:
|          | Загалом | Допрацездатний вік | Працездатний вік | Постпрацездатний вік |
| -------- | ------- | ------------------ | ---------------- | -------------------- |
| Чоловіки | 49      | 12                 | 31               | 6                    |
| Жінки    | 40      | 6                  | 26               | 8                    |
| Разом    | 89      | 18                 | 57               | 14                   |